# Лимпас
Лимпас — река в России, протекает по территории Сургутского района Ханты-Мансийского автономного округа. Устье реки находится в 207 км по правому берегу реки Тромъёган. Длина реки — 85 км, площадь водосборного бассейна — 1330 км². Высота устья — 49,6 м над уровнем моря. Высота истока — 76,2 м над уровнем моря.

## Притоки
- В 6 км от устья по правому берегу реки впадает река Люхъягун.
- В 23 км от устья по правому берегу реки впадает река Ульпъягун.
- В 35 км от устья по правому берегу реки впадает река Муюлор-Яун.
- В 47 км от устья по правому берегу реки впадает река Котлунгъяун
- В 58 км от устья по правому берегу реки впадает река Сухмитингъяун.

## Данные водного реестра
По данным государственного водного реестра России относится к Верхнеобскому бассейновому округу, водохозяйственный участок реки — Обь от впадения реки Вах до города Нефтеюганск, речной подбассейн реки — Обь ниже Ваха до впадения Иртыша. Речной бассейн реки — (Верхняя) Обь до впадения Иртыша.